# Miggiano-Specchia-Montesano
Miggiano-Specchia-Montesano (włoski: Stazione di Miggiano-Specchia-Montesano) – przystanek kolejowy w Miggiano, w prowincji Lecce, w regionie Apulia, we Włoszech.
Przystanek jak i linia kolejowa jest obsługiwana przez Ferrovie del Sud Est. Znajduje się na linii Maglie – Gagliano del Capo.

## Linie kolejowe
- Maglie – Gagliano del Capo

## Usługi
- Kasy biletowe
- Parking
- Toalety
- Poczekalnia